# 432.
◄ | 4. stoljeće | 5. stoljeće | 6. stoljeće | ►
◄ | 400-ih | 410-ih | 420-ih | 430-ih | 440-ih | 450-ih | 460-ih | ►
◄◄ | ◄ | 429. | 430. | 431. | 432. | 433. | 434. | 435. | ► | ►►
Astronomija • Književnost • Kršćanstvo • Pravo • Promet

## Smrti
- 6. travnja – Celestin I., papa

## Vanjske poveznice
|  | Zajednički poslužitelj ima još gradiva o temi 432. |